# 第24回全日本アンサンブルコンテスト
第24回全日本アンサンブルコンテストは、2001年に行われた全日本アンサンブルコンテストの第24回大会である。

## 概要
2001年3月20日に群馬音楽センターで開催された。全日本吹奏楽連盟・朝日新聞社主催。文化庁・群馬県教育委員会・高崎市・日本放送協会後援。

### 審査員
- 秋山鴻市
- 生方正好
- 岡田真理子
- 織田準一
- 斉藤匠
- 千葉理
- 平野公崇（サクソフォーン奏者）
- 広田智之
- 吉永雅人（ホルン奏者）

## 代表校・代表団体
下記表では同一校から2グループが出場した場合は、「W（ダブル）出場」と表記。

### 高校の部
| 高校の部 | 高校の部          | 高校の部                             | 高校の部                |
| 支部     | 都道府県 （地区） | 代表校                               | 出場回数                |
| -------- | ----------------- | ------------------------------------ | ----------------------- |
| 北海道   |                   | 北海道旭川凌雲高等学校吹奏楽部       | 初出場                  |
| 北海道   |                   | 立命館慶祥高等学校吹奏楽部           | 初出場                  |
| 東北     | 福島県            | 福島県立磐城高等学校吹奏楽部         | 4回目2年連続            |
| 東北     | 福島県            | 福島県立磐城女子高等学校吹奏楽部     | 初出場                  |
| 東関東   | 茨城県            | 常総学院高等学校吹奏楽部             | 7回目3年ぶり            |
| 東関東   | 神奈川県          | 東海大学付属相模高等学校吹奏楽部     | 2回目2年連続            |
| 西関東   | 埼玉県            | 埼玉県立伊奈学園総合高等学校吹奏楽部 | 6回目2年連続            |
| 西関東   | 埼玉県            | 埼玉栄高等学校吹奏楽部               | 3回目10年ぶり           |
| 東京     | 東京都            | 東京都立片倉高等学校吹奏楽部         | 初出場                  |
| 東京     | 東京都            | 世田谷学園高等学校吹奏楽部           | 6回目2年連続            |
| 北陸     | 石川県            | 石川県立小松高等学校吹奏楽部         | 初出場                  |
| 北陸     | 福井県            | 福井県立武生東高等学校吹奏楽部       | 8回目2年連続            |
| 東海     | 静岡県            | 東海大学付属翔洋高等学校吹奏楽部     | 3回目4年ぶり            |
| 東海     | 愛知県            | 安城学園高等学校吹奏楽部             | 3回目3年ぶり            |
| 関西     | 京都府            | 京都文教女子高等学校吹奏楽部         | 初出場                  |
| 関西     | 兵庫県            | 兵庫県立明石北高等学校音楽部         | 2回目15年ぶり           |
| 中国     | 広島県            | 鈴峯女子高等学校吹奏楽部             | 2回目4年ぶり／Ｗ出場 ア |
| 四国     | 香川県            | 高松第一高等学校吹奏楽部             | 9回目2年ぶり            |
| 四国     | 高知県            | 高知県立岡豊高等学校吹奏楽部         | 2回目2年連続            |
| 九州     | 熊本県            | 八代白百合学園高等学校吹奏楽部       | 初出場                  |
| 九州     | 宮崎県            | 久保学園都城高等学校吹奏楽部         | 3回目10年ぶり           |

### 一般の部
| 一般の部 | 一般の部          | 一般の部                               | 一般の部      |
| 支部     | 都道府県 （地区） | 代表団体                               | 出場回数      |
| -------- | ----------------- | -------------------------------------- | ------------- |
| 北海道   |                   | 旭川交響吹奏楽団                       | 4回目2年ぶり  |
| 東北     | 岩手県            | 盛岡シンフォニックウインドオーケストラ | 2回目11年ぶり |
| 東関東   | 栃木県            | F－clef                                | 初出場        |
| 西関東   | 埼玉県            | 川越奏和奏友会吹奏楽団                 | 初出場        |
| 東京     | 東京都            | 東京大学ブラスアカデミー               | 初出場        |
| 北陸     | 石川県            | 金沢クラリネットアンサンブル           | 初出場        |
| 東海     | 静岡県            | 浜松交響吹奏楽団                       | 初出場        |
| 関西     | 兵庫県            | 羅生門室内合奏団                       | 初出場        |
| 中国     | 島根県            | アンサンブルアットホーム               | 3回目6年ぶり  |
| 四国     | 愛媛県            | 愛媛交響吹奏楽団ウェーブ               | 初出場        |
| 九州     | 福岡県            | 西新きんべん合奏団                     | 初出場        |

### 中学の部
| 中学の部 | 中学の部          | 中学の部                                     | 中学の部      |
| 支部     | 都道府県 （地区） | 代表校                                       | 出場回数      |
| -------- | ----------------- | -------------------------------------------- | ------------- |
| 北海道   |                   | 旭川市立北門中学校吹奏楽部                   | 3回目3年連続  |
| 北海道   |                   | 札幌市立あやめ野中学校ウインドアンサンブル部 | 初出場        |
| 東北     | 青森県            | むつ市立大平中学校吹奏楽部                   | 初出場        |
| 東北     | 宮城県            | 東北学院中学校吹奏楽部                       | 初出場        |
| 東関東   | 千葉県            | 千葉市立土気中学校吹奏楽部                   | 3回目4年ぶり  |
| 東関東   | 神奈川県          | 横須賀市立浦賀中学校吹奏楽部                 | 初出場        |
| 西関東   | 埼玉県            | 飯能市立飯能西中学校吹奏楽部                 | 3回目3年連続  |
| 西関東   | 山梨県            | 都留市立都留第二中学校吹奏楽部               | 初出場        |
| 東京     | 東京都            | 玉川学園中学部吹奏楽部                       | 6回目3年ぶり  |
| 東京     | 東京都            | 世田谷学園中学校                             | 11回目2年ぶり |
| 北陸     | 富山県            | 婦中町立速星中学校吹奏楽部                   | 3回目2年ぶり  |
| 北陸     | 富山県            | 高岡市立芳野中学校吹奏楽部                   | 4回目2年連続  |
| 東海     | 愛知県            | 蒲郡市立中部中学校吹奏楽部                   | 3回目2年ぶり  |
| 東海     | 三重県            | 鈴鹿市立大木中学校吹奏楽部                   | 2回目2年連続  |
| 関西     | 兵庫県            | 姫路市立山陽中学校吹奏楽部                   | 2回目3年ぶり  |
| 関西     | 和歌山県          | 和歌山市立楠見中学校吹奏楽部                 | 初出場        |
| 中国     | 岡山県            | 岡山市立高松中学校吹奏楽部                   | 2回目2年連続  |
| 中国     | 岡山県            | 津山市立津山西中学校吹奏楽部                 | 初出場        |
| 四国     | 愛媛県            | 松山市立椿中学校吹奏楽部                     | 4回目3年連続  |
| 四国     | 愛媛県            | 松山市立雄新中学校吹奏楽部                   | 9回目5年ぶり  |
| 九州     | 福岡県            | 前原市立前原東中学校吹奏楽部                 | 初出場        |
| 九州     | 長崎県            | 大村市立郡中学校吹奏楽部                     | 初出場        |

### 大学の部
| 大学の部 | 大学の部          | 大学の部                                           | 大学の部      |
| 支部     | 都道府県 （地区） | 代表団体                                           | 出場回数      |
| -------- | ----------------- | -------------------------------------------------- | ------------- |
| 北海道   |                   | 札幌大学吹奏楽団                                   | 2回目3年ぶり  |
| 東北     | 宮城県            | 石巻専修大学シンフォニック・ウインド・オーケストラ | 3回目3年連続  |
| 東関東   | 茨城県            | 流通経済大学吹奏楽部                               | 初出場        |
| 西関東   | 埼玉県            | 文教大学吹奏楽部                                   | 8回目3年ぶり  |
| 東京     | 東京都            | 中央大学学友会文化連盟音楽研究会吹奏楽部           | 9回目3年ぶり  |
| 北陸     | 石川県            | 金沢大学吹奏楽団                                   | 21回目2年連続 |
| 東海     | 長野県            | 長野工業高等専門学校吹奏楽部                       | 2回目14年ぶり |
| 関西     | 兵庫県            | 関西学院大学応援団総部吹奏楽部                     | 3回目3年ぶり  |
| 中国     | 島根県            | 島根大学吹奏楽部                                   | 7回目2年連続  |
| 九州     | 宮崎県            | 宮崎大学吹奏楽部                                   | 初出場        |

### 職場の部
| 職場の部 | 職場の部          | 職場の部                          | 職場の部       |
| 支部     | 都道府県 （地区） | 代表団体                          | 出場回数       |
| -------- | ----------------- | --------------------------------- | -------------- |
| 北海道   |                   | 六花亭製菓株式会社吹奏楽部        | 2回目2年連続   |
| 東北     | 宮城県            | NTT東日本東北ウインドアンサンブル | 初出場         |
| 東関東   | 千葉県            | 伊藤楽器ゾリステンアンサンブル    | 2回目2年ぶり   |
| 西関東   | 群馬県            | 沖電気高崎吹奏楽団                | 4回目2年ぶり   |
| 東京     | 東京都            | 郵政中央吹奏楽団                  | 6回目3年ぶり   |
| 東海     | 三重県            | 日立金属桑名吹奏楽団              | 5回目4年ぶり   |
| 関西     | 大阪府            | 阪急百貨店吹奏楽団                | 14回目2年ぶり  |
| 中国     | 広島県            | NTT西日本中国吹奏楽クラブ         | 18回目17年連続 |
| 九州     | 福岡県            | ブリヂストン吹奏楽団久留米        | 12回目2年ぶり  |

## 結果

### 高校の部
| 高校の部 | 高校の部          | 高校の部                             | 高校の部             | 高校の部                                                                                | 高校の部 | 高校の部   |
| No.      | 代表支部          | 団体名                               | 編成                 | 演奏曲（作曲者／編曲者）                                                                | 賞       | 補足       |
| -------- | ----------------- | ------------------------------------ | -------------------- | --------------------------------------------------------------------------------------- | -------- | ---------- |
| 1        | 東京／ 高校       | 東京都立片倉高等学校吹奏楽部         | 打楽器六重奏         | 6人の打楽器奏者のためのターラ （西村朗）                                                | 銅       |            |
| 2        | 北海道            | 北海道旭川凌雲高等学校吹奏楽部       | 打楽器七重奏         | イントロダクション アンド ダンスNo.1 （櫛田胅之扶）                                     | 金       |            |
| 3        | 四国／ 高知県     | 高知県立岡豊高等学校吹奏楽部         | 打楽器四重奏         | 4台のマリンバのための“スクエア・ダンス” （吉岡孝悦）                                    | 金       |            |
| 4        | 東北／ 福島県     | 福島県立磐城高等学校吹奏楽部         | 金管八重奏           | 「高貴なる葡萄酒を讃えて」よりIII.シャンティ I.シャンパーニュ （G.リチャーズ）          | 金       |            |
| 5        | 北陸／ 福井県     | 福井県立武生東高等学校吹奏楽部       | 金管八重奏           | 「高貴なる葡萄酒を讃えて」よりV.フンダドーレ…そしてシャンペンをもう1本 （G.リチャーズ） | 銀       |            |
| 6        | 中国／ 広島県     | 鈴峯女子高等学校吹奏楽部             | 金管八重奏           | 調子のよい鍛冶屋 （G.F.ヘンデル）                                                       | 銅       | W出場 ア-1 |
| 7        | 西関東／ 埼玉県   | 埼玉県立伊奈学園総合高等学校吹奏楽部 | サクソフォーン八重奏 | ブラジル風バッハ第1番より （H.ヴィラ=ロボス）                                           | 銀       |            |
| 8        | 東海／ 愛知県     | 安城学園高等学校吹奏楽部             | サクソフォーン四重奏 | 「サクソフォーン四重奏曲第1番」より （J.B.サンジュレ）                                  | 金       |            |
| 9        | 関西／ 兵庫県     | 兵庫県立明石北高等学校音楽部         | サクソフォーン四重奏 | 「サクソフォーン四重奏曲」より第3楽章 （A.デザンクロ）                                  | 銀       |            |
| 10       | 北海道            | 立命館慶祥高等学校吹奏楽部           | サクソフォーン四重奏 | アンダンテとスケルツェット （P.ランティエ）                                             | 銅       |            |
| 11       | 東関東／ 茨城県   | 常総学院高等学校吹奏楽部             | クラリネット八重奏   | トッカータとフーガ ニ短調 （J.S.バッハ）                                                | 銅       |            |
| 12       | 東関東／ 神奈川県 | 東海大学付属相模高等学校吹奏楽部     | クラリネット八重奏   | 歌劇「はかなき人生」よりスペイン舞曲第1番 （M.ファリャ）                                | 銀       |            |
| 13       | 関西／ 京都府     | 京都文教女子高等学校吹奏楽部         | クラリネット八重奏   | コラールと舞曲 （V.ネリベル）                                                           | 銀       |            |
| 14       | 東北／ 福島県     | 福島県立磐城女子高等学校吹奏楽部     | クラリネット八重奏   | コラールと舞曲 （V.ネリベル）                                                           | 金       |            |
| 15       | 北陸／ 石川県     | 石川県立小松高等学校吹奏楽部         | クラリネット七重奏   | ドデカフォニック エッセイ （E.デル=ボルゴ）                                             | 銀       |            |
| 16       | 西関東／ 埼玉県   | 埼玉栄高等学校吹奏楽部               | クラリネット四重奏   | 「オーディションのための6つの小品」よりI・II・VI （J.M.ドゥファイ）                     | 金       |            |
| 17       | 九州／ 宮崎県     | 久保学園都城高等学校吹奏楽部         | クラリネット四重奏   | クラリネット四重奏のための“クローバー・ファンタジー” （三浦真理）                       | 銅       |            |
| 18       | 四国／ 香川県     | 高松第一高等学校吹奏楽部             | フルート四重奏       | アダージョとスケルツォ （A.F.ウーテル）                                                 | 金       |            |
| 19       | 東京／ 高校       | 世田谷学園高等学校吹奏楽部           | 管楽六重奏           | ブエノスアイレスの春 （A.ピアソラ）                                                     | 金       |            |
| 20       | 東海／ 静岡県     | 東海大学付属翔洋高等学校吹奏楽部     | 木管五重奏           | 「5つの管楽器のための小室内楽曲」より第4・5楽章 （P.ヒンデミット）                      | 銀       |            |
| 21       | 中国／ 広島県     | 鈴峯女子高等学校吹奏楽部             | 木管五重奏           | 古風なハンガリー舞曲 （F.ファルカシュ）                                                 | 銀       | W出場 ア-2 |
| 22       | 九州／ 熊本県     | 八代白百合学園高等学校吹奏楽部       | 木管四重奏           | 2つの楽章 （J.イベール）                                                                | 金       |            |

### 一般の部
| 一般の部 | 一般の部        | 一般の部                               | 一般の部             | 一般の部                                                                                   | 一般の部 | 一般の部 |
| No.      | 代表支部        | 団体名                                 | 編成                 | 演奏曲（作曲者／編曲者）                                                                   | 賞       | 補足     |
| -------- | --------------- | -------------------------------------- | -------------------- | ------------------------------------------------------------------------------------------ | -------- | -------- |
| 1        | 北海道          | 旭川交響吹奏楽団                       | 金管八重奏           | 「高貴なる葡萄酒を讃えて」よりIII.シャンティ II.シャブリ I.シャンパーニュ （G.リチャーズ） | 銀       |          |
| 2        | 東関東／ 栃木県 | F－clef                                | 金管四重奏           | おじいさんの古時計 （H.C.ワーク）                                                          | 金       |          |
| 3        | 九州／ 福岡県   | 西新きんべん合奏団                     | トロンボーン四重奏   | 「3つのシャンソン」より （C.ドビュッシー）                                                 | 銅       |          |
| 4        | 東京／ 一般     | 東京大学ブラスアカデミー               | サクソフォーン四重奏 | 弦楽四重奏曲第17番 変ロ長調「狩」より第4楽章 （W.A.モーツァルト）                          | 銀       |          |
| 5        | 北陸／ 石川県   | 金沢クラリネットアンサンブル           | クラリネット八重奏   | 歌劇「セヴィリアの理髪師」序曲 （G.A.ロッシーニ）                                          | 銀       |          |
| 6        | 西関東／ 埼玉県 | 川越奏和奏友会吹奏楽団                 | クラリネット八重奏   | ルーマニア民俗舞曲 （B.バルトーク）                                                        | 銀       |          |
| 7        | 四国／ 愛媛県   | 愛媛交響吹奏楽団ウェーブ               | クラリネット四重奏   | 「オーディションのための6つの小品」より （J.M.ドゥファイ）                                 | 銅       |          |
| 8        | 東北／ 岩手県   | 盛岡シンフォニックウインドオーケストラ | クラリネット四重奏   | プレリュードとスケルツォ （D.ベネット）                                                    | 金       |          |
| 9        | 中国／ 島根県   | アンサンブルアットホーム               | フルート四重奏       | アダージョとスケルツォ （A.F.ウーテル）                                                    | 銀       |          |
| 10       | 東海／ 静岡県   | 浜松交響吹奏楽団                       | 木管五重奏           | 「木管五重奏曲」より第1・4楽章 （E.セルヴァーンスキ）                                      | 金       |          |
| 11       | 関西／ 兵庫県   | 羅生門室内合奏団                       | 木管三重奏           | 二本のオーボエと通奏低音の為のソナタ （G.F.ヘンデル）                                      | 銀       |          |

### 中学の部
| 中学の部 | 中学の部          | 中学の部                                     | 中学の部             | 中学の部                                                                                              | 中学の部 | 中学の部 |
| No.      | 代表支部          | 団体名                                       | 編成                 | 演奏曲（作曲者／編曲者）                                                                              | 賞       | 補足     |
| -------- | ----------------- | -------------------------------------------- | -------------------- | --- | -------- | -------- |
| 1        | 北陸／ 富山県     | 婦中町立速星中学校吹奏楽部                   | 打楽器七重奏         | マリンバとパーカッションアンサンブルのための協奏曲 （N.ロサウロ）                                     | 銀       |          |
| 2        | 東関東／ 千葉県   | 千葉市立土気中学校吹奏楽部                   | 打楽器六重奏         | バリ島からの幻想曲'84 （伊藤康英）                                                                    | 金       |          |
| 3        | 中国／ 岡山県     | 岡山市立高松中学校吹奏楽部                   | 打楽器六重奏         | バリ島からの幻想曲'84 （伊藤康英）                                                                    | 金       |          |
| 4        | 東海／ 三重県     | 鈴鹿市立大木中学校吹奏楽部                   | 打楽器五重奏         | 「3つの舞曲」より第2・3楽章 （吉岡孝悦）                                                              | 金       |          |
| 5        | 中国／ 岡山県     | 津山市立津山西中学校吹奏楽部                 | 金管八重奏           | 「金管八重奏のためのテレプシコーレ舞曲集」より （M.プレトリウス）                                     | 金       |          |
| 6        | 関西／ 兵庫県     | 姫路市立山陽中学校吹奏楽部                   | 金管八重奏           | 「金管八重奏のためのテレプシコーレ舞曲集」よりエントレ、ヴォルト、カナリー、ブーレ （M.プレトリウス） | 銀       |          |
| 7        | 四国／ 愛媛県     | 松山市立椿中学校吹奏楽部                     | 金管八重奏           | 「金管八重奏のためのテレプシコーレ舞曲集」より （M.プレトリウス）                                     | 銅       |          |
| 8        | 北海道            | 旭川市立北門中学校吹奏楽部                   | 金管八重奏           | 「高貴なる葡萄酒を讃えて」よりV.フンダドーレ…そしてシャンペンをもう1本 （G.リチャーズ）               | 銅       |          |
| 9        | 北陸／ 富山県     | 高岡市立芳野中学校吹奏楽部                   | 金管八重奏           | 「ニューヨークのロンドン子」より5.ラジオシティ （J.パーカー）                                         | 銀       |          |
| 10       | 東海／ 愛知県     | 蒲郡市立中部中学校吹奏楽部                   | 金管八重奏           | ジェラシー （ガーデ）                                                                                 | 銀       |          |
| 11       | 東京／ 中学       | 玉川学園中学部吹奏楽部                       | サクソフォーン八重奏 | ルーマニア民俗舞曲 （B.バルトーク）                                                                   | 金       |          |
| 12       | 西関東／ 山梨県   | 都留市立都留第二中学校吹奏楽部               | サクソフォーン四重奏 | サクソフォーン・シンフォネット （D.ベネット）                                                         | 銅       |          |
| 13       | 関西／ 和歌山県   | 和歌山市立楠見中学校吹奏楽部                 | サクソフォーン四重奏 | サクソフォーン・シンフォネット （D.ベネット）                                                         | 銀       |          |
| 14       | 東関東／ 神奈川県 | 横須賀市立浦賀中学校吹奏楽部                 | サクソフォーン四重奏 | 「サクソフォーン四重奏曲」より第3楽章 （A.デザンクロ）                                                | 銀       |          |
| 15       | 九州／ 福岡県     | 前原市立前原東中学校吹奏楽部                 | サクソフォーン四重奏 | 4つの自我 （平部やよい）                                                                              | 銅       |          |
| 16       | 東京／ 中学       | 世田谷学園中学校吹奏楽部                     | クラリネット八重奏   | 「四季」より （A.ヴィヴァルディ）                                                                     | 金       |          |
| 17       | 北海道            | 札幌市立あやめ野中学校ウインドアンサンブル部 | クラリネット七重奏   | 序奏とロンド （G.ジェイコブ）                                                                         | 銅       |          |
| 18       | 東北／ 宮城県     | 東北学院中学校吹奏楽部                       | クラリネット四重奏   | 「売られた花嫁」より道化師の踊り （B.スメタナ）                                                       | 銀       |          |
| 19       | 九州／ 長崎県     | 大村市立郡中学校吹奏楽部                     | クラリネット四重奏   | 「ディヴェルティメント」より第3楽章 （A.ウール）                                                      | 銀       |          |
| 20       | 西関東／ 埼玉県   | 飯能市立飯能西中学校吹奏楽部                 | フルート五重奏       | 「3つの協奏曲第4番」よりI. III. （J.ボワモルティエ）                                                  | 金       |          |
| 21       | 四国／ 愛媛県     | 松山市立雄新中学校吹奏楽部                   | フルート四重奏       | 「フルート四重奏曲」よりI. III. IV. （P.M.デュボア）                                                  | 金       |          |
| 22       | 東北／ 青森県     | むつ市立大平中学校吹奏楽部                   | フルート三重奏       | 「3つのセレナード」よりI. （S.メルカダンテ）                                                          | 銀       |          |

### 大学の部
| 大学の部 | 大学の部        | 大学の部                                           | 大学の部           | 大学の部                                                                                                  | 大学の部 | 大学の部 |
| No.      | 代表支部        | 団体名                                             | 編成               | 演奏曲（作曲者／編曲者）                                                                                  | 賞       | 補足     |
| -------- | --------------- | -------------------------------------------------- | ------------------ | --- | -------- | -------- |
| 1        | 北海道          | 札幌大学吹奏楽団                                   | 打楽器七重奏       | バリ島からの幻想曲'84 （伊藤康英）                                                                        | 金       |          |
| 2        | 北陸／ 石川県   | 金沢大学吹奏楽団                                   | 打楽器四重奏       | インタープレイ （M.ホービット）                                                                           | 金       |          |
| 3        | 東関東／ 茨城県 | 流通経済大学吹奏楽部                               | 金管八重奏         | 「金管八重奏のためのテレプシコーレ舞曲集」より （M.プレトリウス）                                         | 銀       |          |
| 4        | 東京／ 大学     | 中央大学学友会文化連盟音楽研究会吹奏楽部           | 金管八重奏         | 「金管八重奏のためのテレプシコーレ舞曲集」よりバレエ、ヴォルト、ブーレ （M.プレトリウス）                 | 銅       |          |
| 5        | 中国／ 島根県   | 島根大学吹奏楽部                                   | 金管八重奏         | 「金管八重奏のためのテレプシコーレ舞曲集」よりエントレ、ヴォルト、ブーレ （M.プレトリウス）               | 銅       |          |
| 6        | 東海／ 長野県   | 長野工業高等専門学校吹奏楽部                       | 金管八重奏         | 「スコットランド・ルネサンス舞曲集」より国王の行進、エドワード王子のパヴァーヌ、ガリアルド （J.ラウダー） | 銅       |          |
| 7        | 関西／ 兵庫県   | 関西学院大学応援団総部吹奏楽部                     | 金管八重奏         | 第7旋法による8声のカンツォン第1番 （G.ガブリエーリ）                                                      | 金       |          |
| 8        | 東北／ 宮城県   | 石巻専修大学シンフォニック・ウインド・オーケストラ | 金管八重奏         | 「ゴスペルホール」よりI. IV. （C.ヘーゼル）                                                               | 銀       |          |
| 9        | 九州／ 宮崎県   | 宮崎大学吹奏楽部                                   | トロンボーン四重奏 | 序奏 主題と変奏 （G.ティボール）                                                                          | 金       |          |
| 10       | 西関東／ 埼玉県 | 文教大学吹奏楽部                                   | クラリネット四重奏 | 兜率の憂い （磯崎敦博）                                                                                   | 銀       |          |

### 職場の部
| 職場の部 | 職場の部        | 職場の部                          | 職場の部             | 職場の部                                                                                    | 職場の部 | 職場の部 |
| No.      | 代表支部        | 団体名                            | 編成                 | 演奏曲（作曲者／編曲者）                                                                    | 賞       | 補足     |
| -------- | --------------- | --------------------------------- | -------------------- | ------------------------------------------------------------------------------------------- | -------- | -------- |
| 1        | 九州／ 福岡県   | ブリヂストン吹奏楽団久留米        | 金管八重奏           | ブラス・シンフォニー （J.クーツェル）                                                       | 金       |          |
| 2        | 東京／ 職場     | 郵政中央吹奏楽団                  | 金管六重奏           | パントマイム （D.ウーバー）                                                                 | 銅       |          |
| 3        | 西関東／ 群馬県 | 沖電気高崎吹奏楽団                | トロンボーン四重奏   | 4本のトロンボーンの為の「夢」より3.何かに追われる夢 4.やさしい夢から目覚めへ （小長谷宗一） | 銅       |          |
| 4        | 中国／ 広島県   | NTT西日本中国吹奏楽クラブ         | サクソフォーン四重奏 | 「タンゴの歴史」より （A.ピアソラ）                                                         | 銀       |          |
| 5        | 東海／ 三重県   | 日立金属桑名吹奏楽団              | サクソフォーン四重奏 | 「ルーマニア民謡の主題による組曲」より第1・5楽章 （J.アブシル）                             | 銀       |          |
| 6        | 東北／ 宮城県   | NTT東日本東北ウインドアンサンブル | フルート三重奏       | 4つの小品 （M.ベルトミュー）                                                                | 銅       |          |
| 7        | 北海道          | 六花亭製菓株式会社吹奏楽部        | フルート三重奏       | 「3つのトリオ」よりII. （F.クラーウ）                                                       | 銀       |          |
| 8        | 関西／ 大阪府   | 阪急百貨店吹奏楽団                | オーボエ三重奏       | 「王宮の花火の音楽」より （G.F.ヘンデル）                                                   | 金       |          |
| 9        | 東関東／ 千葉県 | 伊藤楽器ゾリステンアンサンブル    | 木管三重奏           | ロンド （L.v.ベートーヴェン）                                                               | 金       |          |